# Lijst van voetbalinterlands Bulgarije - Cyprus
Deze lijst van voetbalinterlands is een overzicht van alle officiële voetbalwedstrijden tussen de nationale teams van Bulgarije en Cyprus. De landen hebben tot op heden zeventien keer tegen elkaar gespeeld. De eerste ontmoeting was een kwalificatiewedstrijd voor het Wereldkampioenschap voetbal 1974 en werd gespeeld in Lysi op 19 november 1972. Het laatste duel, een vriendschappelijke wedstrijd, vond plaats op 6 juni 2025 in Plovdiv.

## Wedstrijden
| №  | Plaats  | Datum            | Competitie                  | Wedstrijd          | Uitslag |
| -- | ------- | ---------------- | --------------------------- | ------------------ | ------- |
| 1  | Lysi    | 19 november 1972 | WK 1974 kwalificatie        | Cyprus − Bulgarije | 0 − 4   |
| 2  | Lysi    | 28 januari 1973  | Vriendschappelijk           | Cyprus − Bulgarije | 0 − 3   |
| 3  | Sofia   | 18 november 1973 | WK 1974 kwalificatie        | Bulgarije − Cyprus | 2 − 0   |
| 4  | Morfou  | 6 februari 1974  | Vriendschappelijk           | Cyprus − Bulgarije | 1 − 4   |
| 5  | Limasol | 30 januari 1977  | Vriendschappelijk           | Cyprus − Bulgarije | 1 − 2   |
| 6  | Larnaca | 16 januari 1979  | Vriendschappelijk           | Cyprus − Bulgarije | 0 − 1   |
| 7  | Limasol | 14 december 1996 | WK 1998 kwalificatie        | Cyprus − Bulgarije | 1 − 3   |
| 8  | Sofia   | 2 april 1997     | WK 1998 kwalificatie        | Bulgarije − Cyprus | 4 − 1   |
| 9  | Nicosia | 7 februari 2007  | Vriendschappelijk           | Cyprus − Bulgarije | 0 − 3   |
| 10 | Sofia   | 1 april 2009     | WK 2010 kwalificatie        | Bulgarije − Cyprus | 2 − 0   |
| 11 | Larnaca | 10 oktober 2009  | WK 2010 kwalificatie        | Cyprus − Bulgarije | 4 − 1   |
| 12 | Larnaca | 29 maart 2011    | Vriendschappelijk           | Cyprus − Bulgarije | 0 − 1   |
| 13 | Sofia   | 15 augustus 2012 | Vriendschappelijk           | Bulgarije − Cyprus | 1 − 0   |
| 14 | Sofia   | 13 oktober 2018  | UEFA Nations League 2018/19 | Bulgarije − Cyprus | 2 − 1   |
| 15 | Nicosia | 16 november 2018 | UEFA Nations League 2018/19 | Cyprus − Bulgarije | 1 − 1   |
| 16 | Larnaca | 16 november 2022 | Vriendschappelijk           | Cyprus − Bulgarije | 0 − 2   |
| 17 | Plovdiv | 6 juni 2025      | Vriendschappelijk           | Bulgarije − Cyprus | 2 − 2   |

## Samenvatting
| Competitie          | Totaal gespeeld | Winst Bulgarije | Gelijk | Winst Cyprus | Doelsaldo Bulgarije – Cyprus |
| ------------------- | --------------- | --------------- | ------ | ------------ | ---------------------------- |
| WK-kwalificatie     | 6               | 5               | 0      | 1            | 16 − 6                       |
| UEFA Nations League | 2               | 1               | 1      | 0            | 3 − 2                        |
| Vriendschappelijk   | 9               | 8               | 1      | 0            | 19 − 4                       |
| Totaal              | 17              | 14              | 2      | 1            | 38 − 12                      |

Wedstrijden bepaald door strafschoppen worden, in lijn met de FIFA, als een gelijkspel gerekend.